# José Ignacio López de Arriortúa

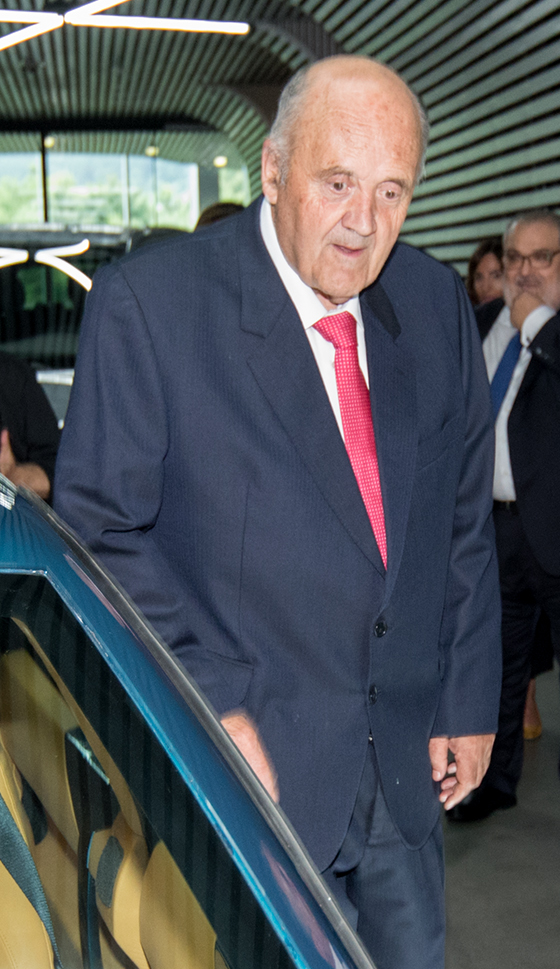
José Ignacio López de Arriortúa (2018)

José Ignacio López de Arriortúa (* 18. Januar 1941 in Amorebieta, Spanien) ist ein spanischer Manager, der zunächst für Opel beziehungsweise den Mutterkonzern General Motors (GM), später dann für Volkswagen tätig war.

## Leben
López studierte Ingenieurwesen in Bilbao, bevor er 1966 bei den spanischen Tochtergesellschaften der amerikanischen Unternehmen Westinghouse und Firestone arbeitete. 1979 wurde der ehrgeizige López von Hans Hüskes, Leiter des GM-Werkes in Figueruelas bei Saragossa für den Aufbau der neuen Produktionsstätte in Spanien engagiert. Er rühmte sich, statt der veranschlagten 12.000 Beschäftigten zur Produktion von jährlich 270.000 Einheiten mit nur 9.000 Arbeitern zur Fertigung von jährlich 370.000 Fahrzeugen auszukommen. Ausgehend von einem am Markt zu erzielenden Preis abzüglich des veranschlagten Gewinns gab er die maximalen Kosten jedes Bauteils vor. Mit der Beharrlichkeit eines Sektenführers soll er die wiederkehrende Kostenreduktion zur Heilslehre gemacht haben. Kerngedanke dieses Konzepts waren Produktivitätszuwächse ohne Investitionen, weil er diese bei den Zulieferern anfallen lassen wollte.
Bereits 1987 wurde ihm bei der Adam Opel AG in Rüsselsheim die Verantwortung für Produktion und Einkauf übertragen. Ein Jahr später rückte er zum Chefeinkäufer von General Motors Europe in Zürich auf. 1992 wurde er zum Executive Vice President für den weltweiten Einkauf von General Motors in Detroit berufen. Er zwang die Zuliefererindustrie zu bis dahin unbekannten Zugeständnissen. Beispielsweise setzte er bei akzeptierten Lieferanten seine Einkaufspreise schriftlich für die nächsten fünf Jahre – fallend – fest. Seine kompromisslose Verhandlungsführung mit den Zulieferern in Kombination mit seinen gefürchteten Werksbesichtigungen führte in der Folge zu starken Qualitätseinbußen bei den gelieferten Komponenten – dem nach ihm benannten López-Effekt.
Überraschend gelang es Ferdinand Piëch, den von GM mit einer Kompetenzausweitung abgeworbenen López 1993 gemeinsam mit sieben seiner „Krieger“ (so von López ausgedrückt), darunter die Spanier José Manuel Gutiérrez, Francisco Javier Garcia Sanz, Jorge Álvarez und Rosario Piazza sowie zwei Niederländer und einem Belgier zum damals angeschlagenen Volkswagen-Konzern nach Wolfsburg zu holen, wo der neue Vorstandsbereich Produktionsoptimierung und Beschaffung für López eingerichtet wurde. Es gelang ihm durch seine Verhandlungstaktik gegenüber den Zulieferern im Verein mit der von Peter Hartz eingeführten 28-Stunden-Woche, die Produktionskosten bei VW erheblich zu senken. Daher wurde er auch der „Würger von Wolfsburg“ genannt. In Resende errichtete López für Volkswagen do Brasil eine LKW-Fabrik nach der Methode der modularen Produktion.
Da sich zwanzig Kartons mit Unterlagen und einige vertrauliche Daten über Einkaufspreise von Komponenten und Herstellungskosten aller europäischen Fabrikationsstandorte des damals völlig neu entwickelten Opel Corsa B und anderer GM-Modelle in Wohnungen und auf Rechnern fanden, die engen López-Mitarbeitern zugeordnet wurden und von López wenige Tage vor seinem Ausscheiden bei GM angefordert worden waren, erstattete Opel beziehungsweise General Motors Strafanzeige gegen die neuen VW-Mitarbeiter. General Motors unterstellte Verrat von Betriebs- und Geschäftsgeheimnissen und Industriespionage. Die Darmstädter Staatsanwaltschaft ermittelte mehrere Jahre wegen Unterschlagung und Verstoßes gegen das Gesetz gegen den unlauteren Wettbewerb.
Die Ermittlungen wurden wegen fehlenden öffentlichen Interesses eingestellt. Nach dreijährigem juristischem Tauziehen reichte General Motors auch vor einem Detroiter Gericht Klage gegen López und seine Mitarbeiter ein, dort allerdings auf Grundlage des „RICO-Acts“ wegen Geheimnisverrats und krimineller Verschwörung. Eine juristische Schlacht über mehrere Jahre kündigte sich an, bis durch Vermittlung von Bundeskanzler Helmut Kohl und US-Präsident Bill Clinton ein Vergleich ausgehandelt werden konnte. Letztlich musste Piëch López 1996 zum Rücktritt drängen, damit General Motors einem Vergleich zustimmte, bei dem VW 100 Mio. US-$ Schadensersatz an GM zahlte und für 1 Mrd. US-$ Bauteile von GM bezog. Ein Strafverfahren gegen López selbst wurde gegen Zahlung von 400.000 DM eingestellt.
Der Begriff López-Effekt ist nach Jahren immer noch als Synonym für billige und oft mangelhafte Bauteile bekannt. Folge der Sparmaßnahmen waren nach Meinung der Fachpresse beispielsweise die massiven Rostprobleme bei der ersten Generation des Opel Astra und beim VW Golf III. Vereinfachte Montageleistungen in der Produktion der Fahrzeuge musste der Kunde später durch umfangreichere Reparaturen teuer bezahlen, wie beispielsweise beim Golf IV durch die Verlegung des Blinkerrelais in den Warnblinkschalter im Armaturenbrett, wodurch bei einem Defekt des Relais der komplette Warnblinkschalter erneuert werden muss.
Nach seinem vorzeitigen Ausscheiden bei VW gründete López in Spanien die Unternehmensberatung Management Arriortúa, die Aufträge von zahlreichen europäischen Unternehmen erhielt. López wurde bei einem Autounfall als Beifahrer 1998 schwer verletzt und musste sich wegen der gesundheitlichen Folgen des Unfalls aus der operativen Unternehmensführung völlig zurückziehen.
Ein unter anderem hauptverantwortlich von ihm unternommener Versuch, die im Jahre 2002 insolvent gewordene Süba Bau AG in Hockenheim zu sanieren, schlug fehl.
Sein Lebenstraum, eine baskische Autofabrik unter der Marke Carmen zu errichten, hat sich nie verwirklicht.
López ist verheiratet und Vater dreier Töchter. Er ist katholisch, gilt als fromm und wurde mit dem Opus Dei in Verbindung gebracht, ist nach eigenen Angaben aber nicht Mitglied der Organisation.